# Jean-Henri-Romain Prompsault
Jean-Henri-Romain Prompsault est un canoniste, controversiste et paléographe français, né à Montélimar le 7 avril 1798 et mort à Paris le 7 janvier 1858.

## Biographie
Jean-Henri-Romain Prompsault naît le 18 germinal an VI (7 avril 1798) à Montélimar. Il est le fils de Jean-Henri Prompsault, cultivateur, et de son épouse, Marie Dourille.
Après avoir fait ses études au petit, puis au grand séminaire de Valence, Jean-Henri-Romain Prompsault reçut, avec dispense d’âge, la prêtrise en 1821. D’abord vicaire, puis professeur de théologie dogmatique au séminaire de Romans, il fut, de 1824 à 1827, curé de Réauville, qu’il quitta pour aller professer la philosophie au collège de Tournon. Mais, dès l’année suivante, il se rendit à Paris et fut nommé en novembre 1829 troisième chapelain de l’hospice des Quinze-Vingts.
Après la révolution de Juillet, l’abbé Prompsault resta seul chapelain de cet établissement, dont il prit la défense dans une brochure, lorsqu’en 1832 M. de Rambuteau proposa aux Chambres de le supprimer. Tout en remplissant les fonctions de chapelain, l’abbé Prompsault se livra à l’étude des anciennes chartes, du vieux langage français, du droit canonique et de la jurisprudence civile. Il commença a se faire connaître par des ouvrages de linguistique et de grammaire, puis il eut une assez vive polémique avec Crapelet, éditeur de la Collection des monuments de la littérature française, dont il releva les fautes avec beaucoup de verve dans son Discours sur les publications littéraires du moyen âge (1834).
L’abbé Prompsault publia ensuite, dans la Voix de la vérité de l’abbé Migne, une série d’articles sur le droit canonique, la liturgie, la théologie, et, dans la Bibliothèque universelle du clergé, son remarquable Dictionnaire raisonné de droit et de jurisprudence civile et ecclésiastique (Paris, 1849, 3 vol.in-4°), le premier ouvrage complet qui ait été fait sur cette matière.
Vers la même époque, il fournit des consultations à des prêtres qui étaient entrés en conflit, soit avec l’autorité civile, soit avec leurs évêques, et acquit le renom d’un savant canoniste. L’ardeur avec laquelle il défendit les idées de l’Église gallicane lui valut d’ardentes attaques de la part des ultramontains, notamment de la part de dom Guéranger, abbé de Solesmes, qui critiqua vivement les Observations sur l’encyclique du 21 mars 1853, publiées  par l’abbé Prompsault. Ce dernier répondit par quatre Lettres que l’archevêque Sibour publia à ses frais.
Deux ans plus tard, il fit paraître son livre intitulé : Du siège du pouvoir ecclésiastique dans l’Église, dans lequel il ne reconnaissait au pape qu’un simple droit de primauté, d’honneur et de juridiction. Cet ouvrage, condamné dans un mandement du cardinal de Bonald, fut mis peu après à l’index par la cour de Rome. Cette même année, l’abbé Prompsault fit paraître, en faveur de deux prêtres interdits, des mémoires dans lesquels il s’attachait à prouver qu’ils n’avaient pas été condamnés selon les règles du droit et blâmait l’archevêque de Paris de n’avoir pas reçu comme il le devait l’appel de l’un d’eux. M. Sibour, qui jusqu’au lors avait soutenu l’abbé Prompsault, condamna, par une ordonnance dans laquelle il se faisait juge dans sa propre cause, la doctrine des deux, consultations d’une manière générale.
Se voyant suspendu de ses fonctions ecclésiastiques dans le diocèse de Paris (8 septembre 1854), Prompsault se pourvut près du conseil d’État et partit pour Rome, afin de demander à Pie IX de se faire juge entre lui et son archevêque. Mais il ne put obtenir une audience du pape, à qui il avait été signalé comme un ennemi dangereux du Saint-Siège.
De retour à Paris, il reprit son instance près du conseil d’État, qui négocia un accommodement par lequel Prompsault se désistait de son appel, pendant que de son côté l’archevêque de Paris relevait l’abbé de sa suspension. Fatigué de tant de luttes, l’abbé Prompsault demanda et obtint sa retraite comme aumônier des Quinze-Vingts. Il se retira alors à Bollène (1855) et y continua divers ouvrages commencés, notamment un Recueil général des actes relatifs aux affaires ecclésiastiques de France, pour lequel il avait recueilli 7 000 à 8 000 pièces et avait reçu un secours de 15 000 francs du gouvernement. Il mourut le 7 janvier 1858 à Paris, où il était venu subir une opération chirurgicale.
Sa belle bibliothèque, comprenant environ 25 000 volumes, fut vendue au P. Lacordaire, et elle appartient aujourd’hui à la maison des dominicains de Saint-Maximin (Var).

## Œuvres
L’abbé Prompsault a laissé plusieurs ouvrages inédits. Outre les écrits précités et une bonne édition avec notes des Œuvres de Villon (Paris, 1832), on a de lui : Discours sur les publications littéraires du moyen âge, ’ suivi d’un Errata de près de 2,000 corrections à faire dans les réimpressions de Ch. Crapelet (Paris, 1335) ; Traité de ponctuation et de lecture (1837) ; Grammaire raisonnée de la langue latine (Paris, 1842, 3 vol. in-8°) ; Prosodie latine (1843, in-12) ; Dictionnaire raisonné de droit et de jurisprudence civile ecclésiastique (Paris, 1849, 3 vol. in-4°) ; Manuel législatif à l’usage des fabriques (1851, in-18) ; Lettres au B. P. D. Guéranger sur la liturgie (Paris, 1852) ; Du siège du pouvoir ecclésiastique dans l’Église de Jésus-Christ (Paris, 1854, in-12) ; Histoire des Quinze-Vingts de Paris (1863), ouvrage édité par son frère l’abbé J.-L. Prompsault.